# زونتاگ، اتریش
زونتاگ (به آلمانی: Sonntag) یک منطقهٔ مسکونی در اتریش است که در ناحیه بلودنتس واقع شده‌است. زونتاگ ۸۱٫۵۸ کیلومتر مربع مساحت دارد ۸۸۸ متر بالاتر از سطح دریا واقع شده‌است.